# Tom Gehrels
Tom Gehrels (21. února 1925 Haarlemmermeer – 11. července 2011 Tucson) byl nizozemsko-americký astronom. Proslavil se fotometrií asteroidů, kterou rozvinul v 50. letech 20. století. V 60. letech zkoumal vztah vlnové délky a polarizace hvězd a planet. Objevil přes 4000 asteroidů.

## Život a působení
Za druhé světové války a nacistické okupace Holandska ještě jako mladistvý uprchl do Anglie a jako parašutista byl shozen na nizozemské území, kde připravil půdu pro britské speciální jednotky. Roku 1951 vystudoval fyziku a astronomii na univerzitě v Leidenu. Titul Ph.D. získal již v USA, na Chicagské univerzitě roku 1956. V roce 1961 začal pracovat na Arizonské univerzitě v Tucsonu, kde založil projekt Spacewatch, stal se profesorem a kde působil až do smrti.
K jeho blízkým spolupracovníkům a přátelům patřili Gerard Kuiper, Cornelis Johannes van Houten a Ingrid van Houten-Groeneveldová, všichni tři nizozemského původu.